# Поховальна камера
Похоронна камера, або поховальна кімната — частина похоронної споруди, куди безпосередньо поміщається труна, саркофаг, похоронна посудина з прахом або ж саме тіло покійного. До похоронних камер можна віднести мегалітичні поховання епохи енеоліту в Європі.
Найчастіше похоронні камери зустрічаються в пірамідах і скельних похованнях Стародавнього Єгипту, де є спеціально спроєктована кімната, куди поміщався саркофаг з мумією, похоронний інвентар та інші ритуальні предмети, після чого вхід в похоронну камеру і в саму гробницю запечатувався.
Також похоронні камери, як правило, розміщувалися в курганах, що відносяться до різних культур. Залежно від культури, відрізняють і види похоронних камер та особливості самих курганів. Наприклад, похоронні камери Царського і Мелек-Чесменського курганів в Керчі виконані з кам'яних блоків і забезпечені коридором-дромосом. Досить часто похоронна камера ізольована і повністю прихована всередині кургану, може розташовуватися на різних рівнях щодо землі, як під самим курганом, так і безпосередньо всередині нього. Найпростішим варіантом є яма, перекрита дерев'яною конструкцією, над якою робиться курганний насип. Більш складний і також досить поширений варіант — дерев'яний зруб, як правило, квадратної або прямокутної форми, зі стінками, палями-опорами, та обладнаний дерев'яною підлогою або без неї.

## Види похоронних камер

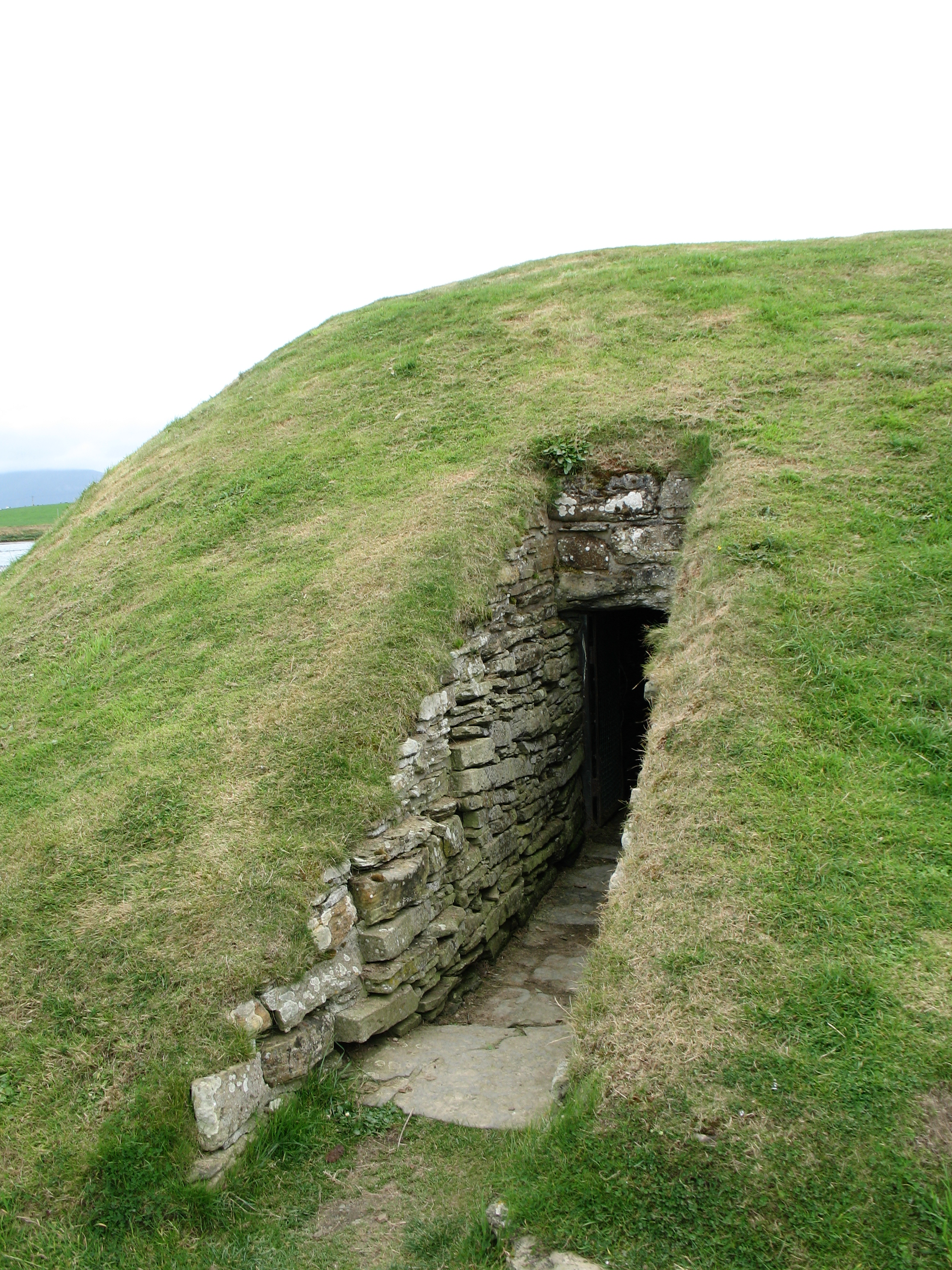
Вхід в неолітичне поховання Анстен
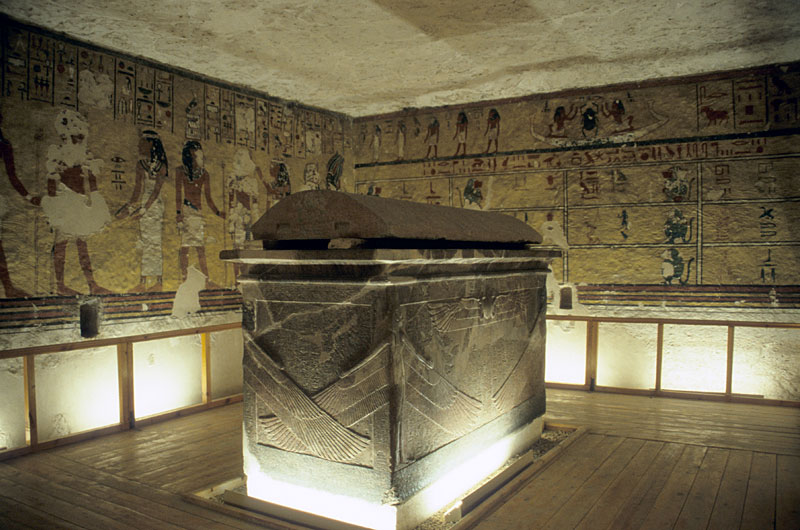
Похоронна камера фараона Еє (XIV століття до н.е.), гробниця WV23 в Долині царів (Єгипет)
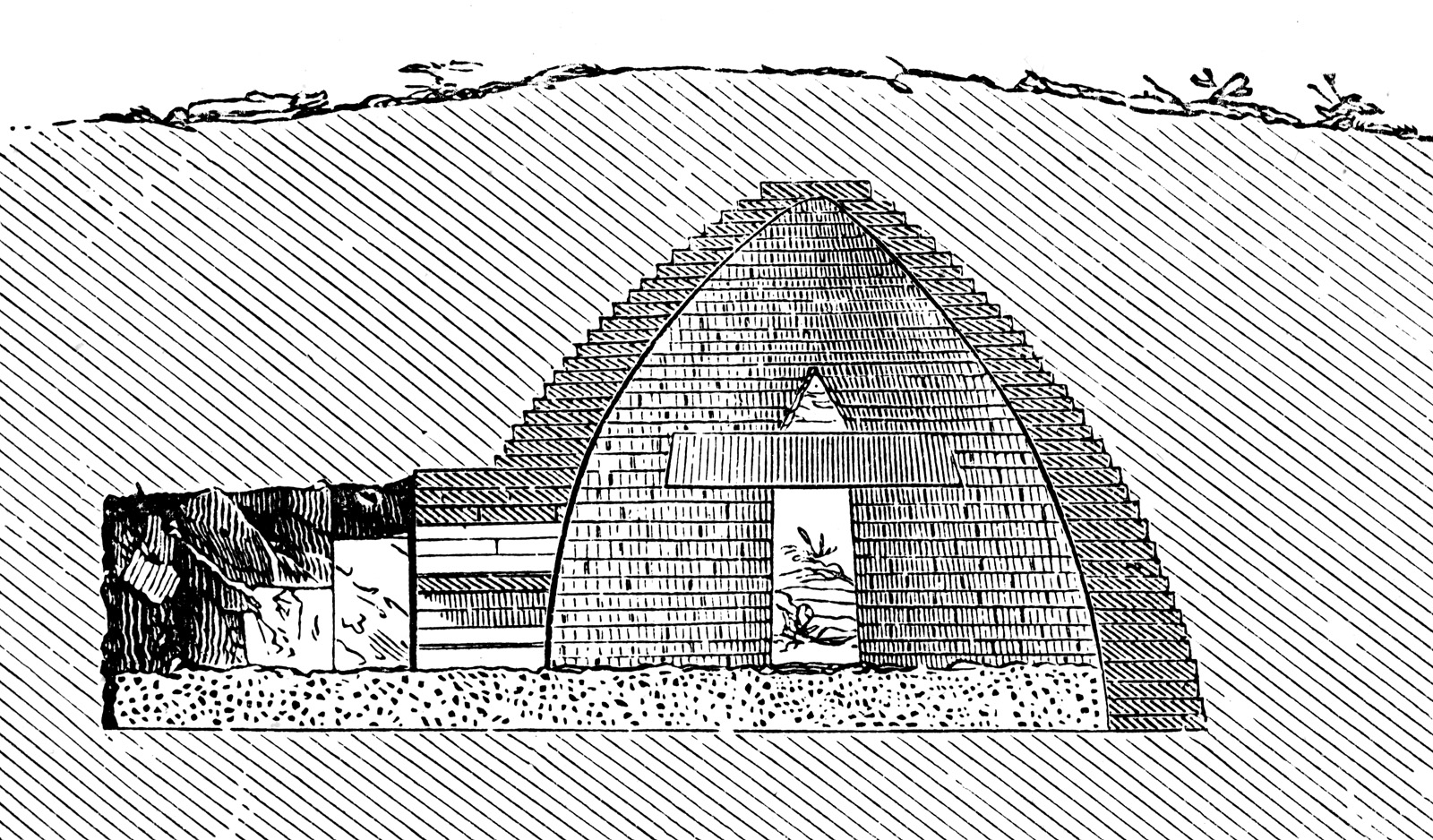
Курганна гробниця Атрея (близько 1250 рік до н. е.). В розрізі. Мікени
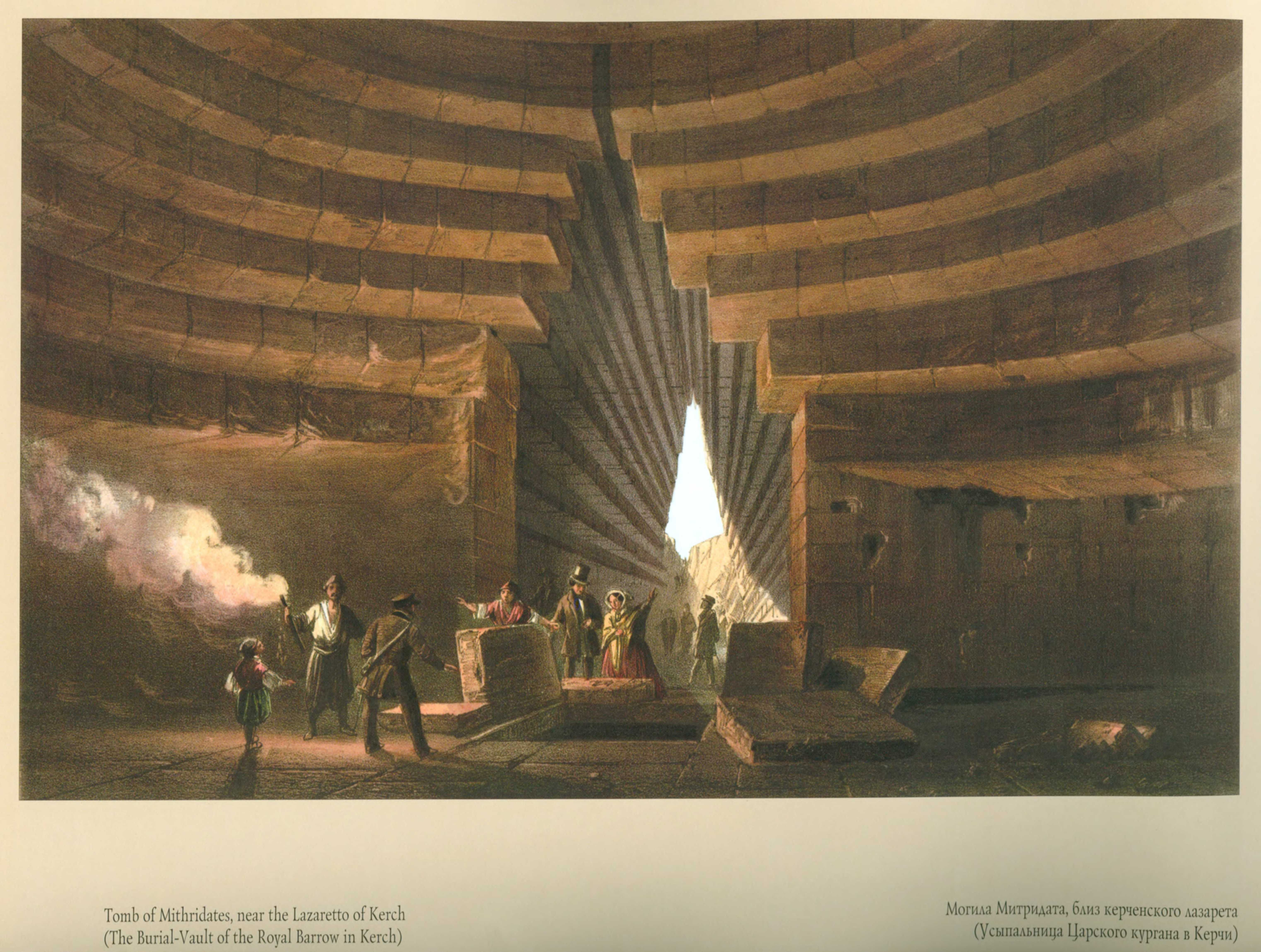
Карло Боссолі, Могила Мітрідата (1856) в Керчі, Крим
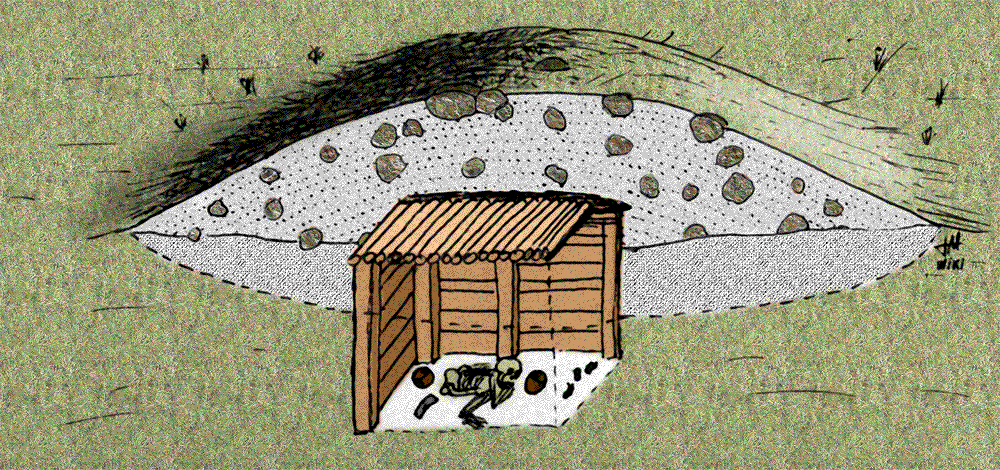
Курганне поховання степів в розрізі